# Nhóm ngôn ngữ Kra
Nhóm ngôn ngữ Kra hay Nhóm ngôn ngữ Cờ-Ương là một nhánh ngôn ngữ Tai–Kadai ở Nam Trung Quốc (Vân Nam, Quảng Tây) và Bắc Việt Nam. Trong toàn hệ Tai–Kadai, Kra là nhóm ít được nghiên cứu nhất. Những ngôn ngữ Kra chỉ mới được nghiên cứu, mô tả chi tiết trong những năm gần đây.
Tên gọi Kra bắt nguồn từ từ *kraC "người" trong tiếng Kra nguyên thủy, mà ngày nay có dạng kra, ka, fa, ha trong những ngôn ngữ Kra khác nhau. Benedict (1942) lấy thuật ngữ Kadai để gộp chung hai nhóm Kra và Hlai lại, và Ostapirat đề xuất việc dùng Kra-Dai để chỉ toàn hệ Tai-Kadai.

## Tầm quan trọng
Nhiều ngôn ngữ Kra có cụm phụ âm và từ vựng song tiết, trong khi hầu hết những ngôn ngữ Tai–Kadai khác chỉ có phụ âm đơn. Hiện tượng song tiết trong tiếng Bố Ương đã được Sagart (2004) lấy làm chứng cớ ủng hộ quan điểm rằng Tai-Kadai là một nhánh con của ngữ hệ Nam Đảo. Khác nhóm Thái và Đồng-Thủy, hầu hết ngôn ngữ Kra, gồm cả Cờ Lao và Bố Ương, lưu giữ hệ thống số đếm thừa hưởng từ ngôn ngữ Tai-Kadai nguyên thủy. Ngoài Kra, chỉ có nhóm Hlai làm giống vậy. Những ngôn ngữ Tai–Kadai còn lại đều đã tiếp nhận số đếm tiếng Trung hơn 1.000 năm trước.
Jerold A. Edmondson ghi nhận rằng Nhóm ngôn ngữ Kra có những từ vựng liên quan đến chế tác kim loại, nghề thủ công, nông nghiệp riêng, vắng mặt trong các ngôn ngữ Tai-Kadai khác. Điều này cho thấy rằng các dân tộc Kra hoặc đã tự tạo nên hoặc đã mượn từ một cách độc lập với phần còn lại của ngữ hệ.

## Phân loại
Về hình thái học, Nhóm ngôn ngữ Kra mang nhiều nét tương đồng với Nhóm ngôn ngữ Đồng-Thủy nhất. Số ngôn ngữ Kra biến thiên tùy theo việc "ngôn ngữ" và "phương ngữ" được định nghĩa ra sao. Nổi tiếng nhất có lẽ là cụm phương ngữ Cờ Lao (Klao), với khoảng 8.000 người nói ở Trung Quốc trên tổng số 500.000 người Cờ Lao.
Phân loại dưới đây là của Weera Ostapirat (2000), chia nhóm Kra ra thành 7 ngôn ngữ.
|        | La Ha (Việt Nam)                                                                                |
|        |                                                                                                 |
| Cờ‑Chí | \| \| Cờ Lao (Trung Quốc, Việt Nam) \| \| \| \| \| \| La Chí (Trung Quốc, Việt Nam) \| \| \| \| |
|        | \| \| Cờ Lao (Trung Quốc, Việt Nam) \| \| \| \| \| \| La Chí (Trung Quốc, Việt Nam) \| \| \| \| |
|        | Cờ Lao (Trung Quốc, Việt Nam)                                                                   |
|        |                                                                                                 |
|        | La Chí (Trung Quốc, Việt Nam)                                                                   |
|        |                                                                                                 |

|  | Cờ Lao (Trung Quốc, Việt Nam) |
|  |                               |
|  | La Chí (Trung Quốc, Việt Nam) |
|  |                               |

|          | Pa Ha (thường bị gộp vào Bố Ương) |
|          | |
| Ương‑Péo | \| \| Bố Ương (Trung Quốc) \| \| \| \| \| \| Nùng Vẻn (En) (Việt Nam) \| \| \| \| \| \| Pu Péo (Laqua, Pupeo) (Trung Quốc, Việt Nam) \| \| \| \| |
|          | \| \| Bố Ương (Trung Quốc) \| \| \| \| \| \| Nùng Vẻn (En) (Việt Nam) \| \| \| \| \| \| Pu Péo (Laqua, Pupeo) (Trung Quốc, Việt Nam) \| \| \| \| |
|          | Bố Ương (Trung Quốc) |
|          | |
|          | Nùng Vẻn (En) (Việt Nam) |
|          | |
|          | Pu Péo (Laqua, Pupeo) (Trung Quốc, Việt Nam) |
|          | |

|  | Bố Ương (Trung Quốc)                         |
|  |                                              |
|  | Nùng Vẻn (En) (Việt Nam)                     |
|  |                                              |
|  | Pu Péo (Laqua, Pupeo) (Trung Quốc, Việt Nam) |
|  |                                              |

|        | La Ha (Việt Nam)                                                                                |
|        |                                                                                                 |
| Cờ‑Chí | \| \| Cờ Lao (Trung Quốc, Việt Nam) \| \| \| \| \| \| La Chí (Trung Quốc, Việt Nam) \| \| \| \| |
|        | \| \| Cờ Lao (Trung Quốc, Việt Nam) \| \| \| \| \| \| La Chí (Trung Quốc, Việt Nam) \| \| \| \| |
|        | Cờ Lao (Trung Quốc, Việt Nam)                                                                   |
|        |                                                                                                 |
|        | La Chí (Trung Quốc, Việt Nam)                                                                   |
|        |                                                                                                 |

|  | Cờ Lao (Trung Quốc, Việt Nam) |
|  |                               |
|  | La Chí (Trung Quốc, Việt Nam) |
|  |                               |

|          | Pa Ha (thường bị gộp vào Bố Ương) |
|          | |
| Ương‑Péo | \| \| Bố Ương (Trung Quốc) \| \| \| \| \| \| Nùng Vẻn (En) (Việt Nam) \| \| \| \| \| \| Pu Péo (Laqua, Pupeo) (Trung Quốc, Việt Nam) \| \| \| \| |
|          | \| \| Bố Ương (Trung Quốc) \| \| \| \| \| \| Nùng Vẻn (En) (Việt Nam) \| \| \| \| \| \| Pu Péo (Laqua, Pupeo) (Trung Quốc, Việt Nam) \| \| \| \| |
|          | Bố Ương (Trung Quốc) |
|          | |
|          | Nùng Vẻn (En) (Việt Nam) |
|          | |
|          | Pu Péo (Laqua, Pupeo) (Trung Quốc, Việt Nam) |
|          | |

|  | Bố Ương (Trung Quốc)                         |
|  |                                              |
|  | Nùng Vẻn (En) (Việt Nam)                     |
|  |                                              |
|  | Pu Péo (Laqua, Pupeo) (Trung Quốc, Việt Nam) |
|  |                                              |

Theo Jerold Edmondson (2002), tiếng La Ha quá khác biệt để xếp vào nhóm Tây; ông tách nó ra thành nhánh riêng. Ethnologue xếp nhầm tiếng Ngật Long (Cun) nhánh Hlai ở Hải Nam vào Nhóm ngôn ngữ Kra.
Andrew Hsiu (2013, 2017) viết rằng tiếng Bố Y Hách Chương, một ngôn ngữ Thái Bắc sắp biến mất, có năm người nói ở Đại Trại (大寨), Phụ Xứ hương (辅处乡), Hách Chương, Quý Châu có một lớp nền (substratum) gốc Kra.
Tiếng Maza, một ngôn ngữ Lô Lô-Miến ở Mạnh Mai 孟梅, Phú Ninh, Vân Nam, nổi bật vì có lớp nền tiếng Pu Péo (Hsiu 2014:68-69).
Theo Lí Cẩm Phương (1999), người Tráng Ngưỡng ở Quảng Tây có lẽ ban đầu nói một ngôn ngữ Kra, nhưng đã chuyển sang tiếng Tráng.

## Dân cư
Tổng số người nói ngôn ngữ Kra là chừng 22.000 người. Ở Việt Nam, những dân tộc Kra được công nhận chính thức là Cờ Lao, La Chí, La Ha và Pu Péo. Ở Trung Quốc, chỉ người Cờ Lao được chính thức công nhận. Những tộc Kra còn lại bị coi là người Tráng, Bố Y, Di, hay Hán.

## Số đếm
|                       | Một        | Hai         | Ba        | Bốn     | Năm      | Sáu              | Bảy         | Tám       | Chín       | Mười         |
| --------------------- | ---------- | ----------- | --------- | ------- | -------- | ---------------- | ----------- | --------- | ---------- | ------------ |
| (Nam Đảo nguyên thủy) | *isa       | *duSa       | *telu     | *Sepat  | *lima    | *enem            | *pitu       | *walu     | *Siwa      | *sa-puluq    |
| Kra nguyên thủy       | *tʂəm C    | *sa A       | *tu A     | *pə A   | *r-ma A  | *x-nəm A         | *t-ru A     | *m-ru A   | *s-ɣwa B   | *pwlot D     |
| Bố Ương, Ba Hà        | tɕam45     | θa32        | tu32      | pa32    | m̥a33     | nam31            | ðu33        | mu31      | dʱa33      | pʷat55       |
| Bố Ương, Nga Thôn     | pi53       | θa24        | tu24      | pa24    | ma44     | nam24            | tu44        | ma ðu44   | va55       | put55        |
| Bố Ương, Lang Giá     | am35       | ɕa54        | tu54      | pa54    | ma312    | nam54            | ðu312       | ma ðu312  | va11       | put55        |
| Bố Ương, Nha Lang     | ɔm55       | θau53       | taːi53    | po53    | mo43     | naːm53           | təu31       | ɬəu43     | vo55       | pɔt55        |
| Nùng Vẻn              | ʔam32      | θa243       | tu243     | pa33    | ma243    | nəm243           | ʔam32 tu243 | me32 ru33 | wa54       | θət33        |
| Pu Péo                | tɕia33     | ɕe53        | tau53     | pe53    | ma33     | ma33 nam35       | ma33 tu53   | ma33 ʐɯ3  | ma33 ɕia31 | pət31        |
| La Ha Ướt             | tɕɐm31     | sa343       | tu343     | pɑ343   | mɑ33     | dɐm343           | tʰo343      | ma3 hu3   | so3 wa24   | pɤt23        |
| La Chí                | tɕa33      | su11        | te11      | pu11    | m̩11      | ȵiã11            | te24        | ŋuɛ11     | liu24      | pɛ11         |
| Cờ Lao, Tỉ Cống       | sɿ55 təɯ33 | səɯ31 təɯ33 | tɔ31      | pɔ31    | mɔ31     | nai31            | tʰɔ31       | ʑɔ31      | ʑɔu31      | hui13        |
| Cờ Lao, Ma Cơ         | tsɿ53      | səu31       | ta31      | pu31    | mlau31   | tɕʰau31          | xei31       | xe31      | kəu31      | tsʰei53      |
| Cờ Lao, Phổ Định      | se55       | so55        | tua55     | pu45    | mu53     | naŋ53            | ɕi33        | vra53     | su33       | paɯ33        |
| Cờ Lao, Phổ Để        | sɪ55       | səɯ42       | tji42     | pau42   | mau31    | mjaŋ31           | te42        | ɣe31      | sau13      | ɕye13        |
| Cờ Lao Đỏ             | tsə44      | se33        | tua44     | pu44    | maŋ44    | ɬoŋ44            | te44        | wu35      | ʂe35       | la51 kwe44   |
| Cờ Lao Trắng          | tsɿ33      | sɯn35       | tau55     | pu55    | mlən35   | tɕʰau5           | hi55        | ɕiau55    | ku55       | tɕʰiu33      |
| Cờ Lao, Tam Xung      | ʂɿ43       | ʂa45        | tau45     | pu45    | mei21    | ȵaŋ21            | tʂau45      | ʑau21     | ʂo43       | sɿ43 pie43   |
| Mộc Lão               | tsɿ53      | ɬu24        | ta24      | pʰu24   | mu31     | ȵe31             | sau31       | ɣau31     | so24       | ve53         |
| Cờ Lao, Tiêm Sơn      | ʐɤ42       | sw42        | tuɑ42     | pu44    | -        | -                | -           | -         | -          | -            |
| Cờ Lao, Bản Lật Loan  | i53        | ɑ53         | ɑ53 muŋ53 | ɑŋ44    | -        | -                | -           | -         | -          | -            |
| Cờ Lao, Tuân Nghĩa    | 失 (shi)   | 沙 (sha)    | 刀 (dao)  | 波 (bo) | 媒 (mei) | 娘召 (niangshao) | 召 (shao)   | 饶 (rao)  | 署 (shu)   | 失不 (shibu) |
| Cờ Lao, Nhân Hoài     | 思 (shi)   | 沙 (sha)    | 刀 (dao)  | 波 (bo) | 差 (cha) | 良 (liang)       | -           | 绕 (rao)  | 素 (su)    | 死比 (sibi)  |